# Wysoka
Pour les articles homonymes, voir Wysoka (homonymie).
Wysoka (prononciation : [vɨˈsɔka], en allemand : Wissek) est une ville de Pologne, située dans la voïvodie de Grande-Pologne. Elle est le chef-lieu de la gmina de Wysoka, dans le powiat de Piła.
Elle se situe à 20 km à l'est de Piła (siège du powiat) et à 95 km au nord de Poznań (capitale régionale).

## Géographie

Plan de la ville.

Dans une région agricole, Wysoka se situe aux abords de la colline de Wysoka (157 mètres).

## Histoire
Wysoka existait déjà au XIIIe siècle. 

De 18186 à 1920, Wissek fait partie de l'arrondissement de Wirsitz dans le district de Bromberg au sein de la province de Posnanie.
De 1975 à 1998, la ville faisait partie du territoire de la voïvodie de Piła. Depuis 1999, elle fait partie du territoire de la voïvodie de Grande-Pologne.

## Monument
- l'église baroque, construite en 1727-1729.

## Jumelage
- Jesberg (Allemagne)

## Voies de communications
La route voïvodale 190 (de) (qui relie Gniezno à Krajenka) passe par la ville.
À cinq kilomètres plus au sud passe la route nationale 10, qui relie Szczecin à Varsovie.